# Karolinski inštitut
Karolinski inštitut (švedsko Karolinska Institutet) je javna medicinska univerza s sedežem v Občini Solna (del mestnega območja Stockholma) na Švedskem. V študijskem letu 2008/09 je bilo na 16 dodiplomskih in več podiplomskih študijskih programih vpisanih skoraj 8000 študentov. S Karolinsko bolnišnico, ki služi kot učna bolnišnica inštituta, tvori eno največjih raziskovalnih središč v državi.
Velja za eno najuglednejših medicinskih univerz na svetu, ki se redno uvršča blizu vrha različnih mednarodnih lestvic univerz po akademskih in raziskovalnih dosežkih. Tu so med drugim študirali ali poučevali Jöns Jacob Berzelius, Hugo Theorell in Ulf von Euler. Komisija inštituta izbira Nobelove nagrajence za fiziologijo ali medicino.

## Zgodovina
Inštitut je bil leta 1810 ustanovljen po dekretu kralja Karla XIII. Pobudo za ustanovitev sta dala reformatorja švedskega zdravstvenega sistema Karl Trafvenfeld in David von Schulzenheim, po tistem, ko je po porazu Švedske v vojni z Rusijo veliko število ranjenih vojakov razkrilo, v kakšnem razsulu je zdravstvo v državi. Leta 1811 je bil poimenovan medico-kirurgiska institutet in leta 1817 v kraljevo čast preimenovan v Carolinska medico-kirurgiska institutet, kar se je z leti okrajšalo v sedanji naziv. Svoje prostore je imel v nekdanji steklarni v središču Stockholma, blizu mestne hiše.
Pravi razcvet ustanove in hkrati švedskega zdravstva se je začel sredi 19. stoletja, ko je bil za profesorja medicine imenovan v Avstriji in Nemčiji šolani Magnus Huss. Takrat se je pričelo rivalstvo z univerzama v Uppsali in Lundu, ki sta v novi ustanovi videli grožnjo svojemu obstoju. Šele z Axlom Keyjem si je inštitut pridobil toliko ugleda, da je leta 1873 dobil pravico podeljevanja diplom, univerzama v Uppsali in Lundu pa je enakovreden šele od leta 1906, odkar so uradno priznani tudi podeljeni akademski nazivi. Leta 1896 je umrl Alfred Nobel, s katerim je inštitut sodeloval pri raziskavah, in ga v svoji oporoki določil za podeljevanje nagrad za fiziologijo ali medicino.
Med letoma 1940 in 1950 se je inštitut preselil z otoka Kungsholm v nove prostore pri Karolinski bolnišnici v Solni.